# Ahl as-Suffa
Die Ahl as-Suffa (arabisch أهل الصفّة, DMG ahl aṣ-ṣuffa ‚Leute des Schattendachs‘) bzw. Ashāb as-Suffa (أصحاب الصفّة / aṣḥāb aṣ-ṣuffa / ‚dito‘) waren eine Gruppe von Gefährten des Propheten Mohammed, die zu ihm nach Medina ausgewandert waren und mangels Unterkunft für eine Übergangszeit in seiner Moschee lebten. Zu den bekanntesten Mitgliedern dieses Personenkreises gehörten Abū Huraira und Abū Dharr al-Ghifārī. Die Entbehrungen der Ahl as-Suffa sowie ihre Unterstützung und Speisung durch die Gemeinschaft der Muslime sind Gegenstand zahlreicher Hadithe. In der sufischen Tradition gelten sie als nachahmenswertes Modell für freiwillige Armut und Askese. Im heutigen Islam wird die Gruppe vor allem als religiöse Lerngemeinschaft interpretiert.

## Die Suffa als Zufluchtsort obdachloser Muhādschirūn
Die Suffa, nach der die Gruppe benannt ist, war ein Schattendach (ẓulla) im hinteren, nördlichen Bereich der Prophetenmoschee in Medina. Das Dach war aus Palmblättern und Lehm, und man konnte es von unten aus mit ausgestreckten Händen berühren. Auch der schattige Platz (mauḍiʿ muẓallal) unter diesem Dach wurde als Suffa bezeichnet. Zu der Zeit, als die Muslime sich beim Gebet noch nach Jerusalem ausrichteten, fand das Gebet hier statt. Nachdem Mohammed die Qibla nach Mekka hin verlegt hatte, nutzten mittellose Muhādschirūn und solche, die in Medina keine Unterkunft hatten, den Platz als Zufluchtsort und übernachteten hier.
ʿUmar ibn Schabba zitiert einen Prophetengefährten mit den Worten: „Wer nach Medina kam und dort einen Stammesvertreter (ʿarīf) hatte, stieg bei diesem ab, wer aber keinen hatte, wohnte in der Suffa.“ Muhammad ibn Kaʿb al-Qurazī (gest. 735–38) wird mit der Aussage zitiert, dass die Ashāb as-Suffa in Medina kein Zuhause und keine Verwandten (ʿašāʾir)  hatten. William Montgomery Watt vermutete, dass diejenigen, die in der Suffa schliefen, Männer aus weniger einflussreichen Stämmen in der Umgebung von Medina waren, die keine Bündnispartner in Medina hatten, die sie hätten unterbringen könnten.
Die Anzahl der Ahl as-Suffa war nicht konstant, sondern schwankte je nach den Lebensumständen. Neu eintreffende Einwanderer vergrößerten ihre Anzahl, durch Heirat, Tod oder Abreise verschiedener Personen gab es aber auch immer wieder Abgänge. Der Prophetengefährte Talha ibn ʿAmr an-Nadirī wird bei Ibn Schabba mit der Aussage zitiert, dass er bei seinem Aufenthalt in der Suffa zwei Männer getroffen habe. Zu seiner Zeit war ihre Anzahl offenbar nicht besonders groß. Abū Huraira wird dagegen mit der Aussage zitiert, dass er dreißig bzw. siebzig Männer von den Ahl as-Suffa hinter dem Gottesgesandten beten sah. Ibn Taimīya erklärt das so: „Das eine Mal waren es zehn oder weniger, das andere Mal zwanzig, dreißig oder mehr und manchmal waren es siebzig.“ Insgesamt sollen ungefähr 400 Personen zu irgendeinem Zeitpunkt in der Suffa gewohnt haben.
Die Suffa wurde gelegentlich auch für andere Zwecke verwendet. So wird überliefert, dass bei der Hochzeit von Mohammed mit Zainab bint Dschahsch im Jahre 627 etwa 300 Gäste kamen, die die Suffa und die angrenzenden Räumlichkeiten komplett ausfüllten. Manchmal wurden auch Delegationen arabischer Stämme vorübergehend in der Suffa untergebracht.

## Die Armut der Ahl as-Suffa
Ein besonders häufiges Thema bei der Beschreibung der Ahl as-Suffa ist ihre Armut. Schon im Hadith werden die Ahl as-Suffa als besonders „arme Menschen“ (unās fuqarāʾ) gekennzeichnet. Nach Muhammad ibn Kaʿb al-Qurazī (gest. 735–38) waren die Ahl as-Suffa auch mit den „Armen, die auf Gottes Weg behindert werden“, in Sure 2:273 zu identifizieren. Von diesen heißt es dort weiter: „Nur wer töricht ist, hält sie für reich, weil sie sich zurückhalten. Du erkennst sie an ihrem Äußeren“ (Übers. Rudi Paret).
Ihre Armut zeigte sich vor allem im Bereich der Kleidung. Abū Huraira wird mit der Aussage zitiert, dass die dreißig Männer von den Ahl as-Suffa, die er hinter dem Gottesgesandten beten sah, alle kein Obergewand (ridāʾ) trugen. In einer anderen Version dieser Überlieferung, die al-Buchārī anführt, sagt Abū Huraira: „Ich sah siebzig von den Leuten der Suffa, von denen keiner ein Obergewand  anhatte. Sie trugen entweder einen Lendenschurz (izār) oder ein einfaches Tuch (kisāʾ), das sie im Nacken zusammengebunden hatten. Bei manchen reichte es bis zum Knie, bei anderen bis zu den Fersen. Sie mussten es mit der Hand zusammenhalten, damit ihre ʿAura nicht sichtbar wurde.“ As-Sarrādsch erklärt, dass die Gewänder der Ahl as-Suffa so zerrissen waren, dass sie nur bis zu den Knien reichten, und sie besonders beim Rukūʿ festgehalten werden mussten, bei dem der Betende sich vorbeugt. Er berichtet auch, dass die Ahl as-Suffa, wenn der Prophet bei ihnen stand, versucht hätten, einander als Deckung zu benutzen, um ihre Nacktheit zu verbergen. Wāthila ibn al-Asqaʿ wird mit den Worten zitiert: „Keiner von uns trug ein Kleidungsstück, das vollständig war. Und der Schweiß bildete wegen des Drecks und Staubs Ringe auf unserer Haut“ Mohammed soll die Ahl as-Suffa, als sie einmal darüber klagten, auf bessere Zeiten vertröstet haben, in denen ihre Kleider so schön wie die Umhänge der Kaaba sein würden. Diese waren zu jener Zeit noch weiß.
Verschiedene Berichte handeln davon, dass Mohammed die Armut der Ahl as-Suffa gelobt haben soll. Nach einem Bericht, der auf al-Fadāla ibn ʿUbaid (gest. 673) zurückgeführt wird, trat er einmal nach dem Gebet zu ihnen und rief: „Wenn ihr wüsstet, welchen Rang ihr bei Gott habt, dann würdet ihr Armut und Not noch weiter vermehren wollen.“ Die Klagen der Ahl as-Suffa über ihre Armut soll er einmal mit dem Argument zurückgewiesen haben, dass sie, wenn sie wohlhabender wären, sich gegenseitig beneiden, schneiden und hassen würden. Nach ʿAmr ibn Huraith (gest. 704) bezog sich auch die Aussage in Sure 42:27: „Wenn Gott seinen Knechten den Unterhalt reichlich zuteilen würde, würden sie maßlos werden auf der Erde“ auf die Ahl as-Suffa. Mit diesen Worten soll Mohammed nämlich auf ihre Klagen über ihre Armut geantwortet haben.

## Unterstützung und Speisung der Ahl as-Suffa
In einem Hadith, der auf Abū Huraira zurückgeführt wird, heißt es: „Die Ahl as-Suffa waren Gäste des Islams (aḍyāf al-islām), die weder Familie, noch Vermögen, noch etwas anderes hatten. Wenn (sc. dem Gottesgesandten) eine Almosengabe zukam, schickte er sie zu ihnen und nahm nichts davon an sich. Und wenn ihm ein Geschenk zukam, ließ er sie holen. Dann nahm er etwas davon ein und ließ sie ebenfalls daran teilhaben.“ Ein anderer Hadith berichtet davon, dass Mohammed den Erlös des Verkaufs von Sklaven dazu benutzte, die Ahl as-Suffa zu unterstützen. Muhammad ibn Kaʿb al-Qurazī (gest. 735–38) wird mit der Aussage zitiert, dass Mohammed auch seine Gefährten zur Almosengabe für die Ahl as-Suffa aufgerufen habe. Auch der Koranvers von Sure 2:273, der auf die Ahl as-Suffa bezogen wird, endet mit einem Aufruf zur Almosenspende.
Mehrere Berichte handeln von der Speisung der Ahl as-Suffa. Mohammed soll diese Leute, wenn er am Abend zu essen beabsichtigte, zu sich gerufen haben. Die meisten von ihnen verteilte er dann als Einzelpersonen bzw. Gruppen von zwei bis drei Männern auf seine Gefährten, der Rest (etwa vier bis zehn Personen) aß bei ihm. Nach einem Hadith, der auf ʿAbd ar-Rahmān, den Sohn von Abū Bakr, zurückgeführt wird, forderte Mohammed seine Anhänger auf, die Ahl as-Suffa zu ihren Mahlzeiten einzuladen, wobei er sprach: „Wer genug essen für zwei hat, soll noch einen dritten einladen. Und wer genug für vier hat, soll noch einen fünften oder sechsten einladen.“ Der wohlhabende Saʿd ibn ʿUbāda ibn Dulaim wird gerühmt, er habe sogar manchmal 80 von ihnen nach Hause mitgebracht und bewirtet.
Aus einem Hadith, den Muslim ibn al-Haddschādsch in seinem Ṣaḥīḥ überliefert, geht hervor, dass sich auch die Qurrāʾ, die Koranleser in der Prophetenmoschee, an der Verpflegung der Ahl as-Suffa beteiligten. Sie schlugen Brennholz, verkauften es und kauften mit dem Erlös Nahrungsmittel für sie.
Eine ausreichende Versorgung der Ahl as-Suffa mit Nahrungsmitteln scheint aber nicht immer gewährleistet gewesen zu sein. In mehreren Berichten ist davon die Rede, dass sie sich beim Propheten über ihren Hunger beschwerten. Der Prophetengefährte Talha ibn ʿAmr an-Nadirī, der bei Ibn Schabba zu Wort kommt, berichtet, er und die beiden anderen Männer, die sich zu seiner Zeit in der Suffa aufhielten, hätten über mehrere Tage nur eine Anzahl von Datteln zu essen bekommen. Als sich einer von den Männern darüber beschwerte und vorbrachte, dass die Datteln ihm den Magen „verbrannt“ hätten, beantwortete Mohammed die Klage mit dem Verweis darauf, dass er selbst über mehrere Tage nichts Besseres zu essen bekommen habe. Einige von den Ahl as-Suffa sollen vor Nahrungsmangel (ḫaṣāṣa) sogar beim Gebet zusammengebrochen sein, so dass Beduinen, die das beobachteten, sie für Verrückte (maǧānīn) hielten.
Mehrere Berichte über die Speisung der Ahl as-Suffa haben den Charakter von Wunderlegenden. Nach einem Bericht, den Muhammad ibn Saʿd unter Berufung auf Abū Huraira anführt, rief Mohammed eines Nachts alle Ahl as-Suffa zu sich und setzte ihnen eine Schüssel mit einer Gerstenspeise vor. Nachdem alle davon gegessen hatten, war die Schüssel immer noch genauso voll wie zuvor. Nach einem anderen Bericht, den al-Buchārī anführt, trug Mohammed eines Tages, als er einen Becher frische Milch (laban) erhalten hatte, Abū Huraira auf, die Ahl as-Suffa zu rufen, damit sie davon tranken. Abū Huraira, der die Milch lieber für sich allein gehabt hätte, musste zusehen, wie alle Ahl as-Suffa von dem Becher tranken. Zu seiner Überraschung war aber am Ende noch so viel Milch in dem Becher, dass er sich selbst daran satt trinken konnte. Nachdem er den Becher abgesetzt hatte, trank der Prophet den Rest aus.

## Personen, die den Ahl as-Suffa zugerechnet werden
Muhammad ibn Saʿd (gest. 845), der in seinem „Großen Klassenbuch“ (Kitāb aṭ-Ṭabaqāt al-kabīr) den Ahl as-Suffa einen eigenen Abschnitt gewidmet hat, ordnet dort lediglich vier Personen eindeutig diesem Personenkreis zu: Abū Huraira, Abū Dharr al-Ghifārī, Wāthila ibn al-Asqaʿ (gest. 702) und einen gewissen Qais ibn Tihfa al-Ghifārī. Abū Huraira wird mit der Aussage zitiert, dass er selbst zu den Ahl as-Suffa gehört und einmal, als er sich zwischen den Gemächern von ʿĀʿischa bint Abī Bakr und Umm Salama befand, vor Hunger das Bewusstsein verloren habe. Von Wāthila überliefert Ibn Saʿd an anderer Stelle die folgenden Worte: „Ich war einer von zwanzig Gefährten des Gottesgesandten, die zu den Ahl as-Suffa gehörten. Ich war der jüngste von ihnen.“
Al-Balādhurī nennt in seinem Werk „Genealogien der Adligen“ (Ansāb al-Ašrāf) noch verschiedene andere Personen als Angehörige der Ahl as-Suffa, von denen die meisten relativ unbekannt sind: Abū Qursāfa, Nubait ibn Schurait al-Aschdschaʿī, ʿAbbād ibn Chālid al-Ghifārī, Rabīʿa ibn al-Aslamī, Dscharhad ibn Razāh al-Aslamī.
Erheblich größer ist der Kreis der Personen, die Abū Nuʿaim al-Isfahānī (gest. 1038) in seinem hagiographischen Sammelwerk Ḥilyat al-Auliyāʾ unter der Überschrift Ahl as-Suffa behandelt. Er umfasst insgesamt 104 Personen. Ihre Biographien nehmen in der modernen Druckausgabe seines Werks mehr als 70 Seiten ein. Grundlage seiner Aufstellung der Ahl as-Suffa bildeten frühere Listen der sufischen Autoren Ahmad ibn Muhammad Ibn al-Aʿrābī (gest. 952) und Abū ʿAbd ar-Rahmān as-Sulamī (gest. 1021). Nach der Angabe Hudschwīrīs hatte as-Sulamī sogar ein eigenständiges Werk zu den Ahl as-Suffa verfasst. Dieses hat sich allerdings nicht selbständig erhalten. Abū Nuʿaim merkt in seiner Aufstellung bei sechs Personen, darunter Abū Aiyūb al-Ansārī, an, dass sie fälschlicherweise den Ahl as-Suffa zugerechnet worden sind. Darüber hinaus führt er in einem Anhang noch zusätzliche Personen an, die seiner Auffassung nach den Ahl as-Suffa zugehörten, aber von den beiden früheren Autoren vergessen worden waren.
Abū Nuʿaim beschreibt Abū Huraira als den „Vorsteher“ (ʿarīf) der Ahl as-Suffa: Er sollte immer unterrichtet sein, wo sie sich gerade aufhielten. Weitere bekannte Personen, die er den Ahl as-Suffa zuordnete, sind Bilāl ibn Rabāh, Salmān al-Fārisī, Saʿd ibn Abī Waqqās, Abū ʿUbaida ibn al-Dscharrāh, ʿAbdallāh ibn Masʿūd, Suhaib ar-Rūmī, Abū Lubāba und ʿAbdallāh ibn ʿUmar. William Montgomery Watt hielt die Zugehörigkeit vieler dieser Personen für eine fromme Legende. So hat er zum Beispiel mit dem Argument, dass Abū Lubāba kein Einwanderer war, sondern zu den einflussreichsten und wohlhabendsten Persönlichkeiten von Medina gehörte, seine Zugehörigkeit zu den Ahl as-Suffa in Zweifel gezogen. Moderne arabische Autoren wie Akram Diyā' al-ʿUmarī halten es dagegen nicht für ausgeschlossen, dass sich auch Ansār unter die Ahl as-Suffa gemischt haben, in diesem Fall aber nicht aus Not, sondern „aus Liebe zu einem Leben der Entbehrung und Armut“. Eine weitere bekannte Persönlichkeit aus Medina, die zu den Ahl as-Suffa gerechnet wurde, war der Dichter Kaʿb ibn Mālik (gest. 670–73).

## Das Bild der Ahl as-Suffa bei den Sufis
Der Kreis der Ahl as-Suffa hat schon früh das Interesse der Sufis geweckt. Die lautliche Ähnlichkeit zwischen ahl aṣ-ṣuffa und ṣūfīya ließ die Legende entstehen, dass es eine Beziehung zwischen beiden Gruppen gäbe. Al-Kalābādhī (gest. 990-95) vertrat die Auffassung, dass ein Sufi jemand sei, der den Ahl as-Suffa von seinem Charakter ähnele, und bezeichnete beide Gruppen zusammengenommen als die ṣuffīya ṣūfīya. Auch al-Ghazālī stellte eine Beziehung zwischen Ahl as-Suffa und Sufik her, indem er die Behauptung aufstellte, dass die Ahl as-Suffa sich wie die Sufis in Wolle (arab. ṣūf) gekleidet hätten. Mehrere sufische Autoren, darunter Abū Nasr as-Sarrādsch (gest. 988) und Hudschwīrī (gest. 1071–1077), haben den Ahl as-Suffa in ihren Werken eigene Kapitel gewidmet.
Eine Besonderheit bei den sufischen Autoren ist, dass nach ihrer Auffassung die Armut der Ahl as-Suffa freiwilligen Charakter hatte. As-Sarrādsch zum Beispiel meint wissen zu können, dass die Ahl as-Suffa weder Landwirtschaft oder Viehzucht, noch Handel betrieben. Ähnlich drückt sich auch Abū Nuʿaim aus: die Ahl as-Suffa seien Männer gewesen, die weder Handel noch irgendein Kaufgeschäft vom Gottesgedenken abgelenkt habe. Gott, so Abū Nuʿaim weiter, habe die diesseitigen Güter vor den Ahl as-Suffa verborgen, um sie davor zu schützen. „So blieben sie durch seinen Schutz bewahrt vor den Lasten und behütet vor den Geschäften, und die Vermögensdinge lenkten sie nicht ab.“
Die sufischen Autoren stellten außerdem den hohen Rang der Ahl as-Suffa gegenüber dem Propheten heraus. Der Prophet habe ihnen Gesellschaft geleistet und mit ihnen zusammengesessen und gespeist, er sei, wenn er mit ihnen zusammensaß, nie früher aufgestanden als sie und habe beim Handschlag mit ihnen seine Hand nie früher zurückgezogen als sie. Gott habe seinen Propheten außerdem einmal hinsichtlich der Ahl as-Suffa gescholten, als er nämlich sprach: „Er blickte finster drein und wandte sich ab, dass der Blinde sich an ihn gewandt“ (Sure 80:1–2). Anlass für die Herabsendung der beiden Verse sei nämlich Abdallah ibn Umm Maktūm gewesen, ein Mann, den as-Sarrādsch den Ahl as-Suffa zurechnet. Hudschwīrī überliefert unter Berufung auf ʿAbdallāh ibn ʿAbbās, dass Mohammed beim Anblick der Ahl as-Suffa, ihrer Mittellosigkeit und Selbstkasteiung ausgerufen haben soll: „Freut Euch, o ihr Leute der Suffa, denn wer immer aus meiner Umma mit dem Zustand, in dem ihr euch befindet, zufrieden bleibt, wird zu meinen Gefährten im Paradies gehören.“
As-Sarrādsch führte auch noch verschiedene andere Koranverse an, die sich auf die Ahl as-Suffa beziehen sollen, so Sure 6:52 „Vertreibe nicht diejenigen, die ihren Herren anrufen am Morgen und am Abend, um seine Nähe zu erstreben!“ und Sure 18:28 „Harre geduldig aus mit denen, die ihren Herren anrufen am Morgen und am Abend“. Beide Verse gelten allerdings als mekkanisch, womit die Ahl as-Suffa, die als Gruppe erst in Medina entstanden sind, als Offenbarungsanlass ausgeschlossen sein dürften.
Die Vereinnahmung der Ahl as-Suffa durch die Sufis als Vorbild für ihre Lehre und Lebensform stieß bei einigen Gelehrten aber auch auf Kritik. So äußerte der Hanbalit Ibn al-Dschauzī (gest. 1201) in seinem Werk „Verführung des Teufels“ (Talbīs Iblīs), dass die Ahl as-Suffa, anders als die Sufis, nur aus Not (ḍarūratan) in der Moschee gesessen und nur aus Not von Almosengaben gelebt hätten, sich aber sofort von diesem Zustand gelöst hätten, als ihnen Gott die Länder geöffnet hatte. Der Begriff „Sūfī“ könne auch nicht auf die Ahl as-Suffa zurückgeführt werden, denn wenn diese Ableitung richtig wäre, dann müsste der Begriff „Suffī“ lauten. Ganz ähnlich äußerte sich ein Jahrhundert später Ibn Taimīya (gest. 1328) in einem Fatwa, das sich mit den „leeren Behauptungen der Sufis“ (abāṭīl al-mutaṣauwifa) über die Ahl as-Suffa befasste. Ihm war unter anderem die Frage vorgelegt worden, ob die Ahl as-Suffa körperliche Arbeit geleistet oder mit dem Korb gebettelt hätten. Ibn Taimīya schrieb dazu: „Die armen Muslime, sowohl diejenigen, die zu den Ahl as-Suffa gehörten als auch die anderen, verdienten ihren Lebensunterhalt immer, wenn es die Möglichkeit dazu gab.“
Aus dem Fragenkatalog, der Ibn Taimīya vorgelegt wurde, geht hervor, dass einige Sufis die Ahl as-Suffa allen anderen Prophetengefährten vorzogen und sie sogar auf eine höhere Stufe stellten als die rechtgeleiteten Kalifen. Außerdem sagten sie ihnen nach, dass sie sich unter Musikbegleitung in ekstatische Zustände versetzt hätten. Aus einer anderen Stelle in Ibn Taimīyas Fatwa geht hervor, dass diese Sufis auch die Auffassung vertraten, dass die Ahl as-Suffa das Gespräch zwischen Gott und Mohammed in der Miʿrādsch-Nacht belauscht hätten und über die zwischen ihnen ausgetauschten Worte informiert gewesen seien.

## Deutungen der Ahl as-Suffa im zeitgenössischen Islam
Im zeitgenössischen Islam werden die Ahl as-Suffa vor allem als eine religiöse Lerngemeinschaft gedeutet. Derartige Deutungen knüpfen an einen Hadith an, der bei Ibn Mādscha überliefert wird. Darin wird der Prophetengefährte ʿUbāda ibn Sāmit (gest. 656) mit der Aussage zitiert wird, dass er Leuten von den Ahl as-Suffa den Koran und die Schreibkunst (kitāba) gelehrt und darauf von einem von ihnen einen Bogen geschenkt bekommen habe. Unter Bezugnahme auf diese Tradition deutete Muhammad Hamidullah in seinem Buch „Le prophète de l’Islam“ (1959) die Ahl as-Suffa als die „erste archetypische Islamische Universität“. Er meinte, dass man die Prophetenmoschee als Klassenraum, die Suffa als Dormitorium, die Ahl as-Suffa als Schüler und den Propheten als Lehrer und Mentor verstehen müsste. Auf besonders fruchtbaren Boden fiel diese neue Interpretation der Ahl as-Suffa in der Türkei. Hier griff der Theologe Mustafa Baktır Hamidullahs Gedanken auf und verfasste ein Buch mit dem Titel „Die Leute der Suffa, der ersten Erziehungseinrichtung im Islam“ (İslam’da İlk Eğitim Müessesesi Suffa Ashabı, Istanbul 1984).
In einer Veröffentlichung der Gülen-Bewegung aus dem Jahre 2007 mit dem Titel „Reviving the Suffa Tradition“ wird erklärt, dass Fethullah Gülen die vier Leitprinzipien der Suffa-Schule (Ledigkeit, Einfachheit, Bescheidenheit und Frömmigkeit) in seinem Wirken als Lehrer wiederbelebt habe. Seine Schüler kämpften dafür, den „Geist der Suffa“ hochzuhalten. Wie die Suffa-Tradition sei die Gülen-Bewegung eine freiwillige, auf Askese gestützte Lernbewegung.